# Nowe Okmiany
Nowe Okmiany (lit. Naujoji Akmenė) – miasto na Litwie, położone w okręgu szawelskim, 61 km od Szawli i 46 km od Możejek. Według danych z 2020 roku miasto było zamieszkiwane przez 7194 osoby.

## Współpraca zagraniczna
- Konin  Polska
- Bocholt  Niemcy
- Dobele  Łotwa
- Briańsk  Rosja
- Czerniowce  Ukraina
- Rustawi  Gruzja

W mieście znajduje się wystawa poświęcona miastom partnerskim